# Gilbert Saporta
Gilbert Saporta, né en 1946, est un scientifique français, enseignant, professeur émérite, ex-titulaire de la chaire de statistique appliquées au Conservatoire national des arts et métiers.
De 2005 à 2007, il a présidé l'International Association for Statistical Computing (IASC).

## Biographie

### Formation
Gilbert Saporta est né en 1946. Ingénieur diplômé de l’École centrale des arts et manufactures (promotion 1968) et de l'Institut de Statistique de l'Université de Paris (promotion 1970) , il est également titulaire d'un diplôme d'études approfondies (DEA) de statistique mathématique de l'université Paris VI en 1969, d'un doctorat de troisième cycle en statistique de l'université Paris VI en 1975 (à la suite de sa thèse soutenue le 15 mai 1975) et d'un doctorat ès-sciences mathématiques de l'université Paris VI en 1981,.

### Carrière professionnelle
Chargé de cours à l'université de Paris VI de 1971 à 1978, Gilbert Saporta a enseigné à l’École nationale supérieure des mines de Paris de 1970 à 1983, à l’École nationale supérieure du pétrole et des moteurs de 1977 à 1983, à l'École centrale des arts et manufactures de 1983 à 1991.
Il est professeur émérite, ancien titulaire de chaire de statistique appliquée  au Conservatoire national des arts et métiers (CNAM) de 1984 à 2014 et ancien responsable de l'équipe MSDMA (Méthodes statistiques de data mining et apprentissage) au sein du Laboratoire Cédric (Centre d’études et de recherche en informatique du CNAM).

## Contributions
Gilbert Saporta contribue principalement dans les domaines de :
- l'analyse de données qualitatives et de mélanges de données qualitatives et quantitatives par des méthodes de quantification optimale et d'analyse des correspondances ;
- l'étude de données fonctionnelles avec l'application de la régression PLS à une infinité de prédicteurs ;
- les méthodes de discrimination entre plusieurs groupes d'observations qui ont conduit à des applications notables pour la sélection des risques en assurance et en banque ;
- l'étude de la validité des résultats en analyse des données (domaines de confiance, choix de la dimension, distribution des valeurs propres ...) ;
- l'estimation des données manquantes et la fusion statistique de fichiers ;
- la comparaison de classification.

## Autres responsabilités
Gilbert Saporta est/a été :
- président de l'International Association for Statistical Computing de 2005 à 2007 ;
- vice-président de l'International Statistical Institute de 2005 à 2007 ;
- président de la Société Française de Statistique de 2000 à 2002 (reconnue d’utilité publique), président d'honneur depuis 2017
- président de la Fondation reconnue d'utilité publique "La Science Statistique" depuis 2008
- membre de plusieurs sociétés savantes :   Société Francophone de Classification,  Psychometric Society, International Association for Statistical Education,  Societa Italiana di Statistica, membre d'honneur de la  Societatea de Probabilitati si Statistica din Romania

Il est par ailleurs membres de plusieurs comités de rédaction de revues scientifiques :
- Revstat publié par l'Institut National de Statistique du Portugal ;
- Advances in Data Analysis and Applications publié par Springer.

## Publications
Gilbert Saporta a publié de nombreux textes lors de conférences scientifiques et plusieurs ouvrages dont l'ouvrage de référence suivant, ouvrage de 1990, réédité depuis, dont l'Insee écrit qu'il « présente l’ensemble des connaissances nécessaires à une bonne utilisation de la statistique » :
- Gilbert Saporta, Probabilités, analyse des données et statistique, Technip Éditions, 1990 (ISBN 2-7108-0565-0) [détail des éditions]